# Geovana Irusta
 Geovana Irusta (Sucre, 26 september 1975) is een Boliviaanse snelwandelaarster. Ze nam driemaal deel aan de Olympische Spelen, maar behaalde hierbij geen medailles.

## Loopbaan
In 1996 nam Irusta een eerste maal deel aan de Olympische Spelen. Op de 10 km snelwandelen eindigde ze als 34e.
Op de Olympische Spelen van 2000 in Sydney werd Irusta 42e op de 20 km snelwandelen Vier jaar later, in Athene, deed ze het met een 41e plaats net iets beter.

## Titels
- Zuid-Amerikaans kampioene 10.000 m snelwandelen - 1997
- Zuid-Amerikaans kampioene 20.000 m snelwandelen - 2001
- Zuid-Amerikaans kampioene 20 km snelwandelen - 2006
- Boliviaans kampioene 20 km snelwandelen - 2006

## Persoonlijke records
Baan
| Onderdeel             | Prestatie | Datum            | Plaats         |
| --------------------- | --------- | ---------------- | -------------- |
| 5000 m snelwandelen   | 23.38,06  | 3 september 1994 | Santa Fe       |
| 10.000 m snelwandelen | 45.59,95  | 20 mei 2000      | Rio de Janeiro |
| 20.000 m snelwandelen | 1:37.32   | 12 mei 2002      | Guatemala-Stad |

Weg
| Onderdeel          | Prestatie | Datum         | Plaats    |
| ------------------ | --------- | ------------- | --------- |
| 10 km snelwandelen | 45.03     | 19 april 1997 | Poděbrady |
| 20 km snelwandelen | 1:32.06   | 5 juni 2004   | A Coruña  |

## Palmares

### 5000 m snelwandelen
- 1994:  Zuid-Amerikaanse kamp. voor junioren - 23.38,6
- 1994: 20e WJK te Lissabon - 24.01,68

### 10.000 m snelwandelen
- 1993:  Zuid-Amerikaanse kamp. - 53.06,5
- 1996:  Ibero-Amerikaanse kamp. - 48.56,22
- 1997:  Zuid-Amerikaanse kamp. - 46.01,06
- 1998:  Ibero-Amerikaanse kamp. - 47.20,26
- 2000:  Ibero-Amerikaanse kamp. - 45.59,95

### 20.000 m snelwandelen
- 1999:  Zuid-Amerikaanse kamp. 1:39.42,0
- 2001:  Zuid-Amerikaanse kamp. - 1:42.42,33
- 2002:  Ibero-Amerikaanse kamp. - 1:37.32

### 10 km snelwandelen
- 1996: 34e OS – 47.13

### 20 km snelwandelen
- 2000: 42e OS - 1:43.34
- 2004: 41e OS - 1:38.36